# 진안차오역
진안차오역(중국어: 金安桥站)은 중국 베이징시 스징산구 진딩제 가도의 푸스로·진딩 남로·진딩 서가·베이신안로 교차로에 위치한 베이징 지하철 6호선과 S1선 11호선의 지하철 환승역이다.
S1선 진안차오역은 2017년 12월 30일 개통, 6호선 진안차오역은 2018년 12월 30일 개통, 11호선 진안차오역은 2021년 12월 31일 개통되었다. 이는 시즈먼(西直门), 둥즈먼(东直门), 쑹자좡(宋家庄), 국가도서관(国家图书馆)((다른 두 역은 스리허역과 차오차오역)에 이어 베이징 지하철 3개 노선의 다섯 번째 환승역이다.

## 위치와 역명
진안차오역은 서5환 외곽, 푸스로(동서 방향)와 베이신안로(남북 방향)의 교차점에 위치한다. 세 노선의 역은 교차로의 남동쪽과 징먼 철로(징먼 철로가 푸스로와 평행하게 운행) 남쪽에 위치한다.
"진안차오(金安桥)"라는 이름은 인근의 두 지명인 "진딩제(金顶街)"와 "베이신안(北辛安)"에서 유래한 것이다.

## 역 구조
S1선 역사는 고가역으로, 역 구조는 지하 1층, 지상 2층으로 이루어져 있으며, 지하 1층은 6호선 대합실과 인접한다.
6호선은 2층 3경간 구조의 지하역으로, 지상 층은 대합실(S1선과 연결)이고, 지하 층에 섬식 승강장이 있다.
6호선 진안차오역은 조립식으로 건설되는데, 이는 건설 시간을 단축할 뿐만 아니라 건설 현장의 먼지와 소음을 줄일 수 있는 장점이 있다.

### 층별 구조
| 2층      | 상대식 승강장, 오른쪽 출입문이 열림 | 상대식 승강장, 오른쪽 출입문이 열림         |
| 2층      | ←                                   | ■ S1선 스창 방면 (쓰다오차오)               |
| 2층      | →                                   | ■ S1선 핑궈위안 방면 (시·종착역)            |
| 2층      | 상대식 승강장, 오른쪽 출입문이 열림 |                                             |
| 지면     | ■ S1선 대합실                       | 매표기, 안내 센터, 보안 검색대, 출입 게이트 |
| 지면     | 출입구                              |                                             |
| 지하 1층 | ■ 6호선 대합실                      | 매표기, 안내 센터, 보안 검색대, 출입 게이트 |
| 지하 2층 | ←                                   | ■ 6호선 하차 전용 승강장                    |
| 지하 2층 | 섬식 승강장, 왼쪽 출입문이 열림     |                                             |
| 지하 2층 | →                                   | ■ 6호선 루청 방면 (핑궈위안)                |
| 지하 2층 |                                     |                                             |
|          | ■ 11호선 대합실                     | 매표기, 안내 센터, 보안 검색대, 출입 게이트 |
| 지하 3층 | ←                                   | ■ 11호선 모스커우 방면 (시·종착역)          |
| 지하 3층 | 섬식 승강장, 왼쪽 출입문이 열림     |                                             |
| 지하 3층 | →                                   | ■ 11호선 신서우강 방면 (베이신안)           |

### 대합실 및 환승

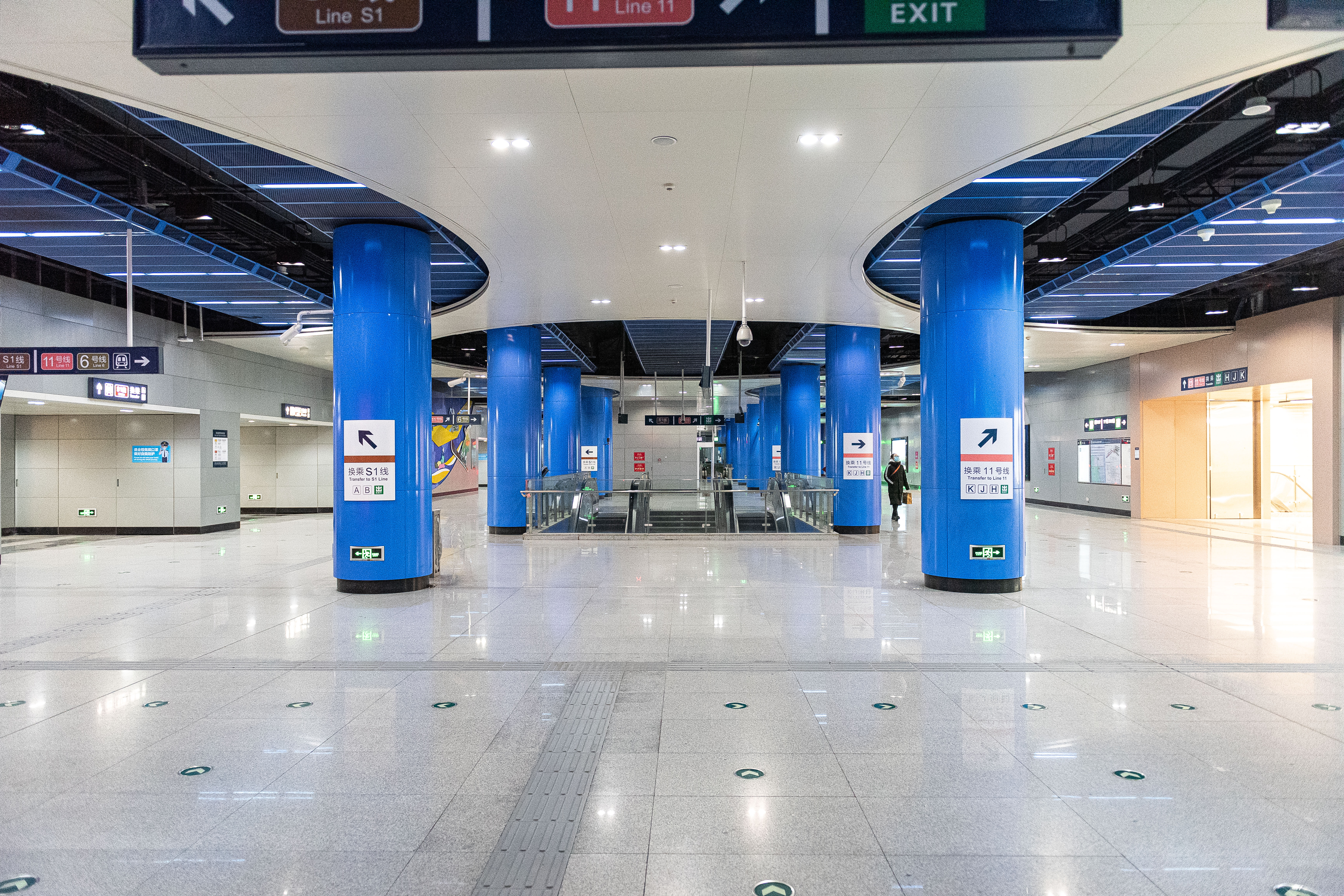
6호선 대합실

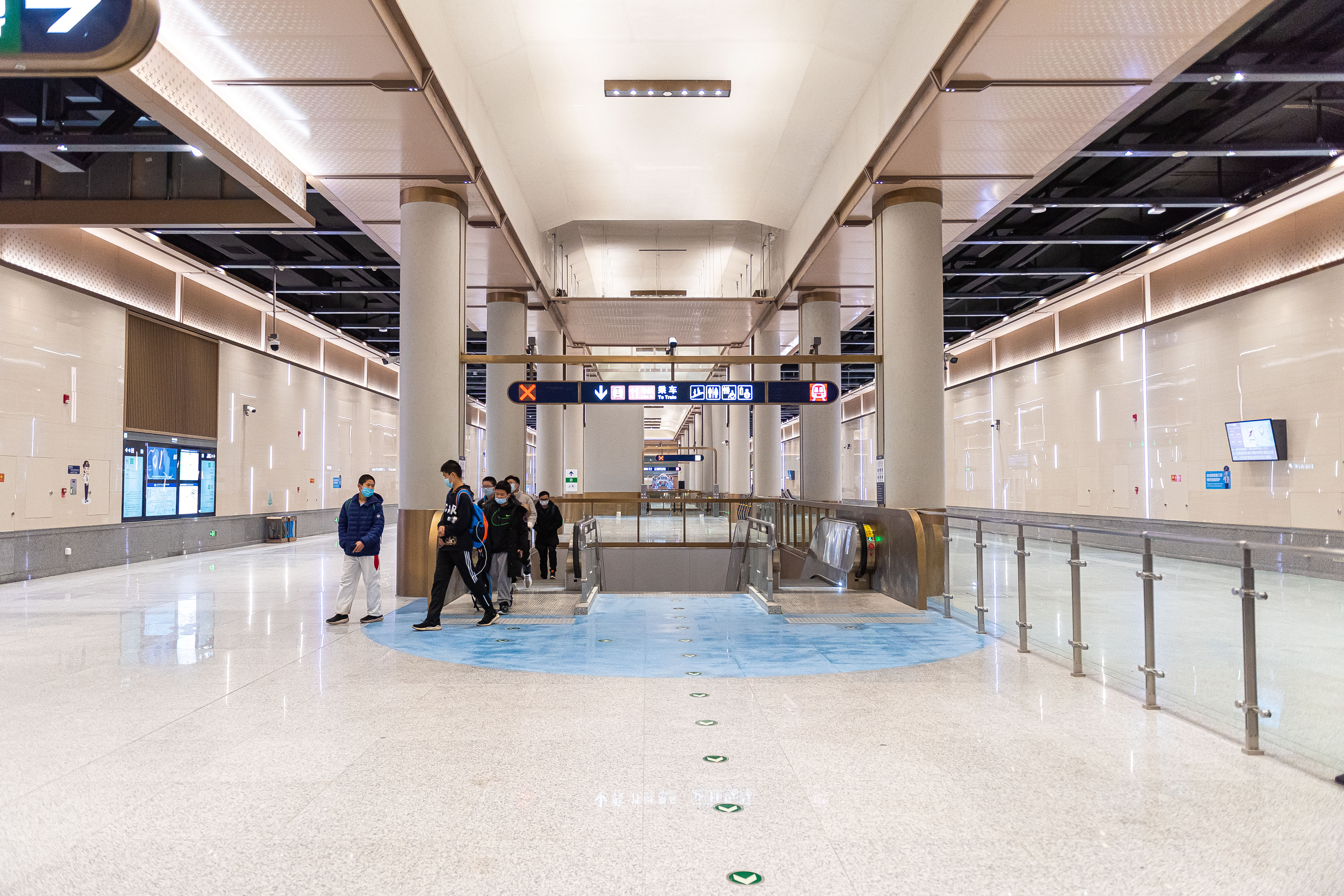
11호선 대합실

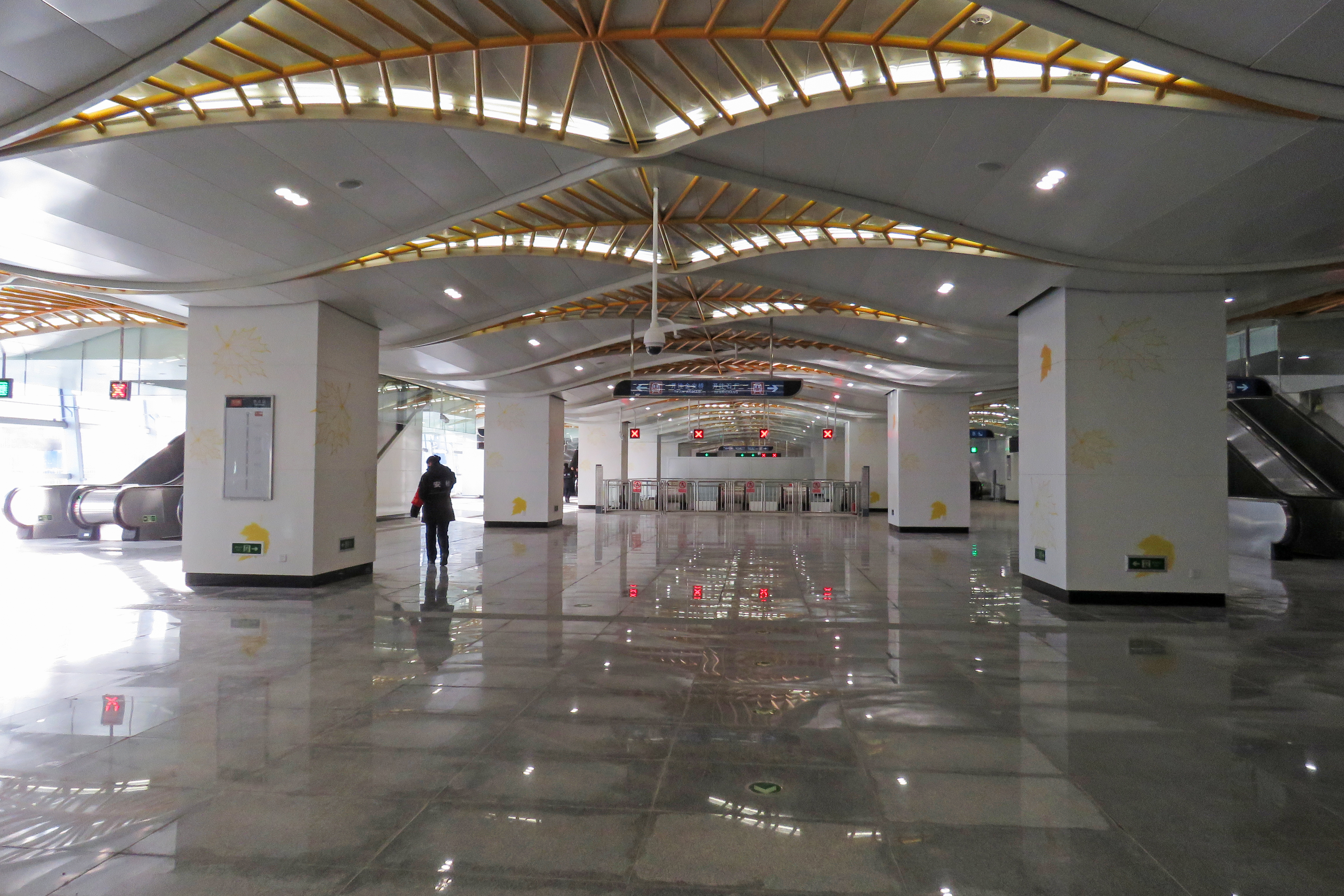
S1선 대합실

진안차오역 6호선 대합실과 S1선 대합실이 지하 1층에서 연결된다. S1선 대합실은 1층에 위치하고 있으며, 대합실 중앙에 지하층으로 연결되는 에스컬레이터 4세트가 있다. S1선 승강장으로 연결되는 에스컬레이터는 대합실의 북쪽과 남쪽에 각각 위치하고 있다. 환승 통로, 대합실, S1선 승강장을 연결하는 에스컬레이터는 대합실의 북동쪽과 남동쪽에 있다. 6호선 대합실 남쪽에는 11호선으로 연결되는 환승 통로가 있다. 11호선 대합실은 지하 2층에 위치한다.

### 승강장

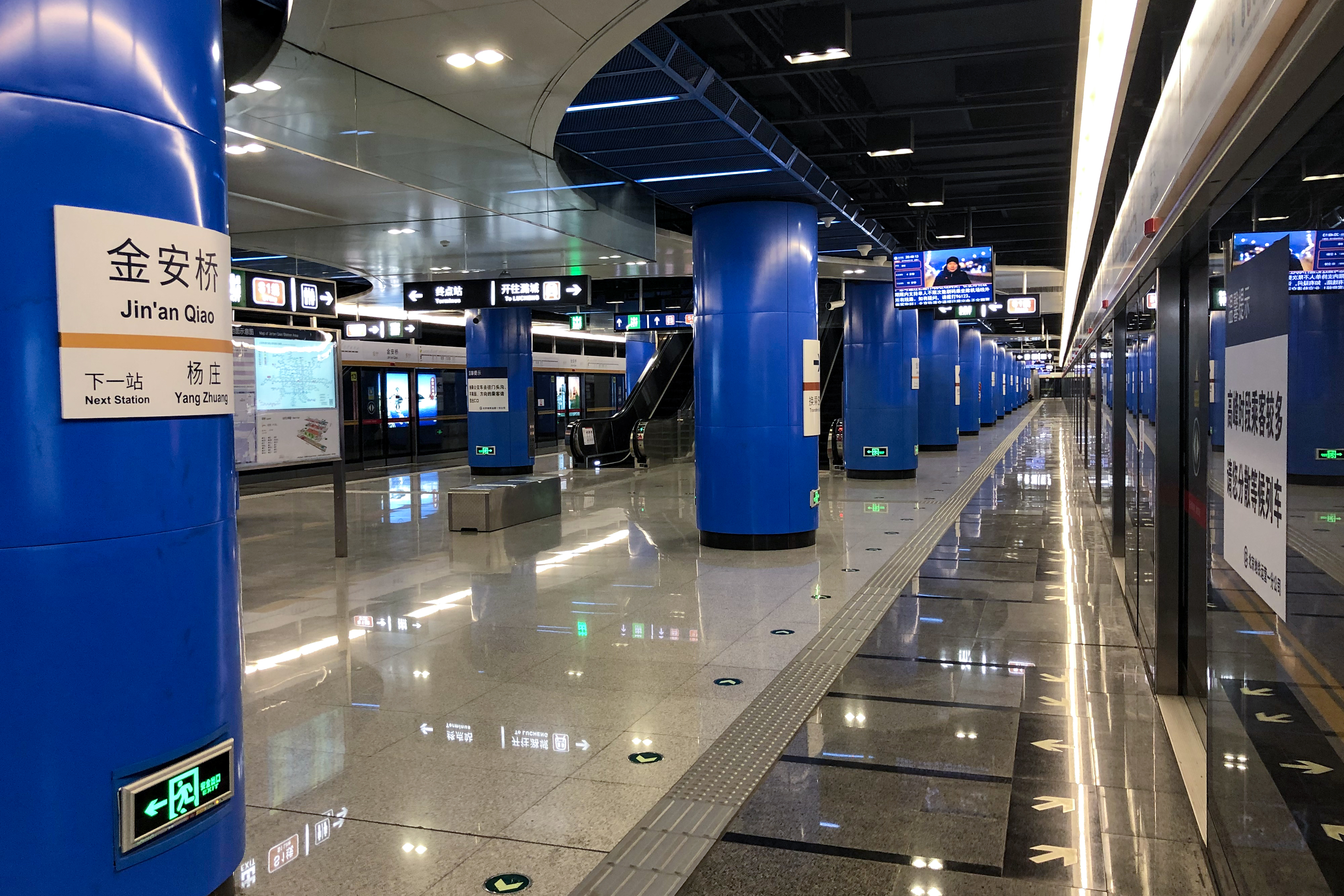
6호선 승강장 (2019년 6월 촬영)

S1선 진안차오역에는 푸스로(阜石路)에 평행한 지형의 지상에 2개의 상대식 승강장이 있다. 승강장은 모두 푸스로 남쪽에 위치하며 반밀폐형 스크린도어가 설치되어 있다. S1선 승강장 동쪽 끝에 건넘선이 있다.
6호선 진안차오역은 푸스로(阜石路)와 평행한 지형의 지하에 섬식 승강장이 있고, 밀폐형 스크린도어가 설치되어 있다. S1선 승강장 남서쪽 방향으로 푸시로의 남쪽 지하에 위치한다. 서쪽 끝에는 돌아오는 열차를 위한 건넘선이 있다. 동쪽 끝에는 열차가 역으로 회차할 수 있는 건넘선이 있다.
11호선 진안차오역은 베이신안로(北辛安路)와 평행한 지형의 지하에 섬식 승강장이 있고, 밀폐형 스크린도어가 설치되어 있다.

## 출입구
진안차오역에는 현재 A(남동쪽), B(남서쪽), C(북서쪽), D(남서쪽) 등 4개의 출입구가 있다. 그 중 A, B, D 입구는 S1선 역 건물 남쪽에 위치하고 있으며, C 입구는 징먼 철로 북쪽, 푸스로 남쪽 보도에 위치하고 있으며, 진안차오 동(金安桥东) 버스 정류장과 연결되어 있다. 고가도로를 통과하면 쾌속공교 4호선 고속철도 4호선 진안차오역까지 갈 수 있다. 모든 출입구는 푸스로 남쪽에 있으므로, 푸스로 북쪽으로 가는 승객은 횡단보도를 통해 푸스로를 건너야 한다.
|                                   |                      | |      |             |
|                                   |                      | |      |             |
|                                   |                      | |      |             |
| 출구                              | 지시                 | 출구 인근                                                                                            | 사진 | 무장애 시설 |
| ■ S1선 역사 연결                  |                      | |      |             |
| 出口 · A                          | 베이신안로(北辛安路) | 푸스로(阜石路) 남측, 허핑제(和平街) 북측, 베이신안로(北辛安路)                                       |      | 빈칸        |
| 出口 · B                          | 베이신안로(北辛安路) | 푸스로(阜石路) 남측, 허핑제(和平街) 북측, 베이신안로(北辛安路) 동측                                  |      | 빈칸        |
| ■ 6호선 역사 연결                 |                      | |      |             |
| 出口 · C                          | 푸스로(阜石路)       | 베이신안로(北辛安路), 진딩제 5구(金顶街五区), 진딩양광(金顶阳光), 진딩제 제2초등학교(金顶街第二小学) |      |             |
| 出口 · D                          | 베이신안로(北辛安路) | 푸스로(阜石路) 남측, 허핑제(和平街) 북측, 베이신안로(北辛安路) 동측                                  |      | 빈칸        |
| 出口 · E                          | 푸스로(阜石路)       | 푸스로(阜石路) 남측                                                                                  |      | 빈칸        |
| ■ 11호선 역사 연결                |                      | |      |             |
| 出口 · F                          |                      | 푸스로(阜石路) 남측, 허핑제(和平街) 북측, 베이신안로(北辛安路) 동측                                  |      |             |
| 出口 · H                          | 베이신안로(北辛安路) | 베이신안로(北辛安路) 서측                                                                            |      |             |
| 出口 · J                          |                      | 베이신안로(北辛安路) 동측                                                                            |      |             |
| 出口 · K                          |                      | 베이신안로(北辛安路) 서측                                                                            |      | 빈칸        |
| 아이콘 설명: 경사로 \| 엘리베이터 |                      | |      |             |

## 장식
S1선 지하 환승 통로는 시산 삼림공원의 붉은 단풍을 디자인 이미지로 하고 노란색을 메인 컬러로 하여 6호선 대합실에는 '감성' 예술벽이 전시되어 있다. 2022년 동계 올림픽에 맞춰 동계 올림픽의 다양한 빙설 스포츠 활동에 초점을 두어 전 세계 선수들이 이상을 달성할 수 있기를 희망하는 의미가 담겨 있다.

## 역사

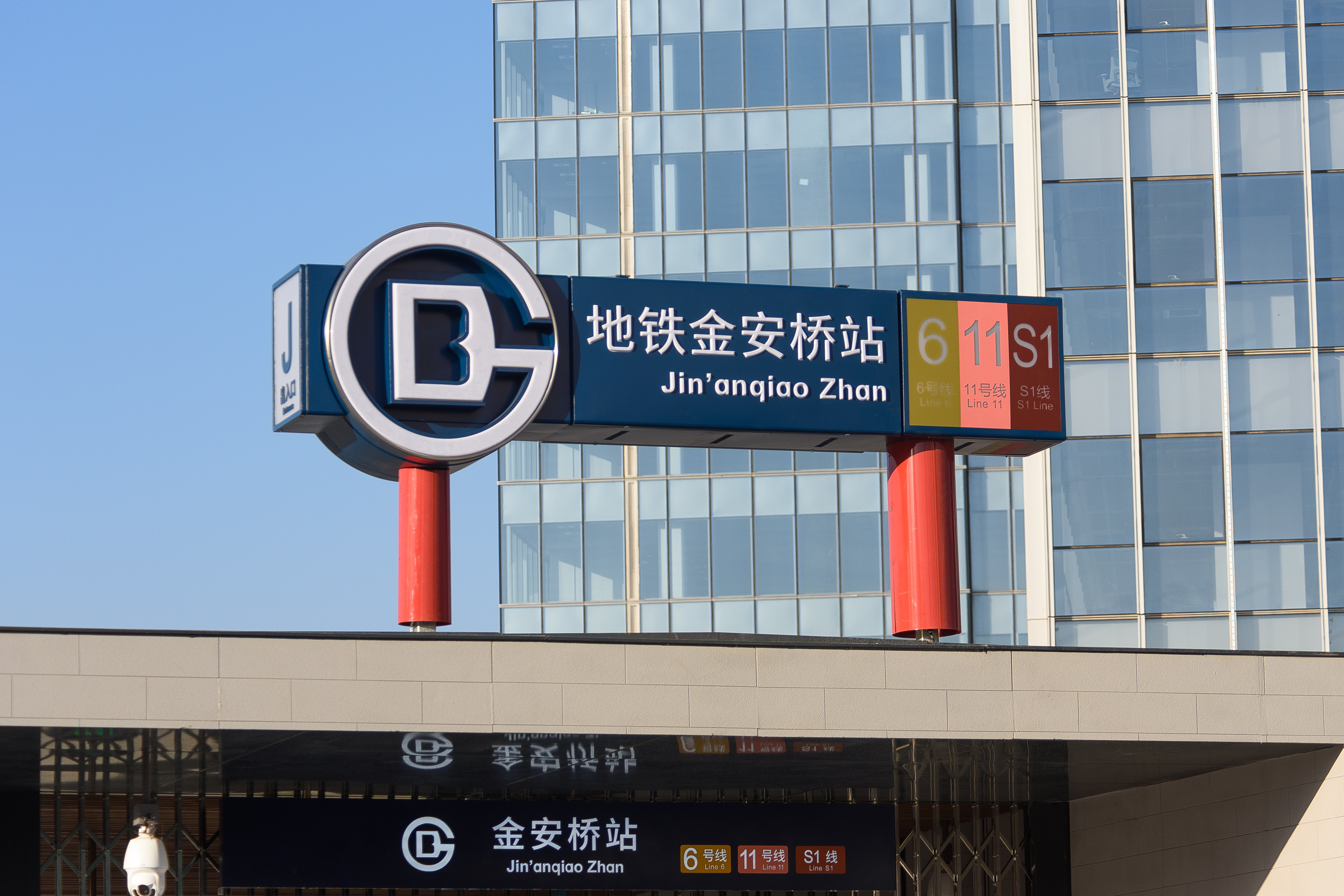
11호선과 함께 새롭게 구축된 J포트 라이트 박스

S1선 진안차오역은 2017년 12월 30일, 6호선 역은 2018년 12월 30일 개통했다.
2021년 7월 18일 이른 아침부터 베이징 서부 지역에 폭우가 내렸다. 7월 16일 13시부터 7월 18일 12시까지 스징산구의 평균 강수량은 132.8mm였다. 먼터우거우 지역은 18일 5시부터 6시까지 더 많은 강수량을 기록했으며, 이 도시의 시간당 최대 강우 강도는 85.5mm/h에 이르렀다. 이날 오전 4시쯤 베이신안로(北辛安路)와 푸스로(阜石路)의 교차로 남쪽에서 그날 아침 6시 30분 쯤 지하철 역에서 물 역류가 발생해 7시 쯤 긴급 수리를 위해 폐쇄되었다. 6호선 서쪽 끝의 출발역과 도착역이 양좡역으로, S1선 동쪽 끝의 출발역과 도착역이 쓰다오차오역으로 임시 변경되었다(18일 16시 30분부터 쓰다오차오역까지 연장) 진안차오역은 18일 11시 20분에 배수되었지만 여파 준설 작업으로 인해 이날 밤 21시까지 폐쇄되었다가 해제되고 운영이 재개되었다.
2021년 12월, 11호선 출구가 완성되면서 이 역의 라이트 박스에 적힌 영어 글자가 세 번째 변형인 "Jin'ɑnqiɑo Zhɑn"(완전 병음)으로 표기되었다.